# 박충무
박충무(朴沖武 ?~? )는 조선 전기의 무신이다. 본관은 함양이다.

## 생애
생몰년은 미상이며 경상북도 의성군에서 출생했다. 
음직으로 출사하였으며, 여러 관직을 거쳐 세종 22년(1440년)에는 강계부 판관에 이르렀다. 그러나 강계부 판관으로 재임 중에 관물(官物)을 훔친 죄로 장 60대를 맞고 쫓겨났다. 유배형에 처해졌으나 세종의 배려 덕분에 자자형(刺字刑)은 면제 받게 되었다. 
4년 뒤인 세종 26년(1446년)에 직첩을 돌려받았으나, 사헌부에서 국고의 장물을 탐한 죄는 용서받을 수 없다 하여 직첩을 돌려주는 것에 대한 부당함을 호소했다. 세종은 고심끝에 직첩을 돌려주었으나, 이후 더 이상 관직생활을 하지 못하고 낙향하여 고향에서 죽었다.

## 가족
- 고조(高祖)
  - 전객령(典客令) 박원두(朴元㺶)
- 증조(曾祖)
  - 판윤부사(判尹部事) 박사직(朴斯直)
- 조부(祖父)
  - 중랑장(中郞將) 박윤후(朴允厚)
- 선고(先考)
  - 이조참판 겸도총부부총관(吏曹參判 兼都摠府副摠管) 박성양(朴成陽)
- 자녀(子女)
  - 충좌위사직(忠佐衛司直) 박유부(朴有阜)
  - 사헌부집의(司憲府執義) 박안부(朴安阜)
- 외손(外孫)
  - 훈련원판관 증병조참판(訓鍊院判官 贈兵曹參判) 선무원종공신이등(宣武原從功臣二等) 김광복(金光福)
  - 춘천판관(春川判官) 선무원종공신이등(宣武原從功臣二等) 김광록(金光祿)

## 참고 문헌
- 조선왕조실록(朝鮮王朝實錄)
- 조선환여승람(朝鮮寰輿勝覽)
- 의성군지(義城郡誌)
- 함양박씨세보(咸陽朴氏世譜)